# DAF 33
DAF 33 var en holländsk personbil i småbilsklassen tillverkad av DAF.
Den ersatte DAF Daffodil 1967. 33:an introducerades efter att DAF visade sina nya modeller 44 och 55 och var egentligen samma bil som Daffodil – bara smådetaljerna som bakljus och grill var annorlunda. Med en uppdatering 1969 blev DAF 33 mer lyxig. Samtidigt presenterades en pick-up och skåpbil. Mellan 1967 och 1974 producerades 131 621 stycken 33:or.